# Fatty and the Heiress
Fatty and the Heiress er en amerikansk stumfilm fra 1914 instrueret af Roscoe "Fatty" Arbuckle.

## Medvirkende
- Roscoe Arbuckle som Fatty.
- Phyllis Allen.
- Minta Durfee.
- Edward Dillon.
- Al St. John.